# アクターネットワーク理論
アクターネットワーク理論（Actor-network-theory）は、社会科学における理論的、方法論的アプローチのひとつである。社会的、自然的世界のあらゆるもの（アクター）を、絶えず変化する作用（エージェンシー）のネットワークの結節点として扱う点に特徴がある。しばしば、ANT（エーエヌティ）と略称される。
ブリュノ・ラトゥール、ミシェル・カロン、ジョン・ローらが提唱しており、その出自は科学社会学、科学人類学にあるが、ANTの影響は、社会学や人類学にとどまることなく、とりわけ2000年代以降は、経営学、地理学、組織論、会計学、社会心理学、教育学、歴史学など社会科学全般に広がるとともに、哲学や建築学、アートなどに幅広く及んでおり、ANTは21世紀における人文社会科学分野で最も大きな影響力をもつ理論のひとつになっている。

## 概要
アクターネットワーク理論では、社会的、自然的世界のあらゆるもの（アクター）を、絶えず変化する作用（エージェンシー）のネットワークの結節点として扱う。このエージェンシー以外に、研究上の前提とされるものは何もない。ある社会的な現象に関わる要因はすべて同一のレベルにあり、アクターを外部から拘束する「社会的なもの」（社会的な力）が措定されることはない。
ANTによれば、社会的な力それ自体は存在しないため、社会現象を説明するために用いることはできない。したがって、社会現象を「説明する」のではなく「記述する」ために、「経験的」な分析を行うべきであるとされる。何らかの「社会的なもの」の概念を持ち込むことはできるが、それはあくまで抽象的な理論的概念としてのみであり、世界の変化を説明するものではない。
ANTの主張で最もよく知られており、そして物議をかもしてもいるのは、人間以外のもの（非人間）がシステムやネットワークに参与する能力を有しているという主張である。他方で、ANTは、従来型の社会学、とりわけピエール・ブルデュー流の批判社会学に対する有力な批判としても知られる。
ANTは、科学技術社会論（STS）を専門とするミシェル・カロンとブリュノ・ラトゥール 、社会学者のジョン・ロー などによって展開されており、もっと専門的には「物質-記号論的」方法として記述されることもある。これは、ANTが、同時に物質的かつ記号的である関係をマッピングするものであることを意味する。ANTは、物事の多くの関係が物質的かつ記号論的であると仮定しているのである。
大まかに言えば、ANTは出来事やイノベーションに対する本質的な説明を避けるという点で、構築主義的アプローチであると言える（ただし、社会構築主義とは異なる）。 ANTによれば、ある理論の成功を説明するには、その理論が真実であり他のものが偽であると言えばよいのではなく、むしろ、それを成功させる諸要素の連関を理解することが欠かせない。
同様に、ANT自体もまた首尾一貫した理論ではない。 ANTは、エスノメソドロジーにならい、人びとが用いるさまざまな用語やその根底になす仮定に鋭敏になるのを助ける戦略として機能する。ANTは、その明確な物質-記号論的アプローチによって、他の科学技術論や社会学的ネットワーク理論とも区別される。
むしろ、ANTのアプローチは、他の物質記号論者（とりわけ哲学者のジル・ドゥルーズ 、ミシェル・フーコー 、フェミニスト研究者のダナ・ハラウェイ ）と関係がある。ANTは、特定の場がマクロまたはミクロであるかどうかを仮定することなく、「ネットワーク」の語を用いるが、これはドゥルーズとガタリのリゾーム概念によく似ている。ラトゥールは、ANTを「アクタン・リゾーム存在論」と改称することもやぶさかではなかったとしている。
ANTは「理論」と呼ばれているものの、ネットワークが「なぜ」または「どのように」そのかたちをとっているのかを説明することはない。むしろ、ANTはネットワーク内の物質‐記号的連関を徹底的に「記述」するための方法である。ANTとは、何にでも適用できる理論ではなく、むしろ方法であり、「ハウツーもの」なのである。

## 背景と文脈
ANTが誕生したのは、1980年代のパリ国立高等鉱業学校のイノベーション社会学センター（CSI）であり、そのスタッフとしてミシェル・カロンとブリュノ・ラトゥールが在籍しており、客員にジョン・ローもいた。1984年にジョン・ローとピーター・ロッジが共著で著したScience for Social Scientists（Macmillan Press Ltd.）は、知識の増加と体系化をアクターとネットワークの相互作用によって分析し解釈できることを示す初期の好例である。
当初は、科学技術における革新と知識創造のプロセスを理解する試みで始まったこのアプローチは、科学技術社会論（STS）における既存の成果や、 トーマス・ヒューズらの大規模技術システムの研究、さらには、アルジルダス・ジュリアン・グレマスの記号論、哲学者のミシェル・セール、アナール学派などといった様々なフランスの知的資源に基づいていた。
ANTはフランスのポスト構造主義、とりわけ、非基礎的で複合的な物質 - 記号論的関係への関心を反映しているように見える。ただし、他方で、ANTは、ポスト構造主義に影響された他のほとんどのアプローチよりも、英語圏の学術の伝統にはるかに深く埋め込まれていた。
ANTが主に英語圏でなされてきた科学技術社会論に根ざしていたことは、定性的で経験的なケーススタディを通した理論の展開に強いコミットメントを示していたことからもうかがえる。大規模技術システムに関する米国内の研究とのつながりは、大規模な技術開発について、政治的、組織的、法的、技術的、科学的要因を含めて平等に分析しようとする意欲に反映されていた。
「翻訳」の概念などANTの特徴をなすツールの多くは、科学技術のイノベーションをマッピングするために開発されたサイエントメトリック・ツール（共語分析）とともに、1980年代に主にCSIとその周辺で生まれた。1980年代後半のANTの「最先端」は、ラトゥールの1987年のテキストである『科学が作られているとき』に見ることができる。 
1990年頃以降、ANTは科学技術社会論を超えた幅広い分野での分析ツールとして普及し始めることになった。たとえば、組織分析、情報学、健康研究、地理学、フェミニズム研究、経済学などでの展開が見られた。
とりわけ、2005年にラトゥールによるANTの初の「入門書」である『社会的なものを組み直す』が刊行されて以後は、その濃淡の差はあれども、社会科学の多くの研究はもとより、哲学や建築学、アートなどでも幅広くANTが参照されるようになった。
2007年には、タイムズ・ハイアー・エデュケーション社による人文社会科学分野の被引用回数ランキングで、ラトゥールがベスト10入りした。ANTの関連論文数も2007年の年間1,510件から2017年には年間5,520件に達するなど、ANTは21世紀における人文社会科学分野で最も大きな影響力をもつ理論のひとつになっている。